# Blang Seupeng (Jeumpa)
Blang Seupeng is een bestuurslaag in het regentschap Bireuen van de provincie Atjeh, Indonesië. Blang Seupeng telt 727 inwoners (volkstelling 2010).